# Freundschaftsbrücke (Bad Radkersburg)

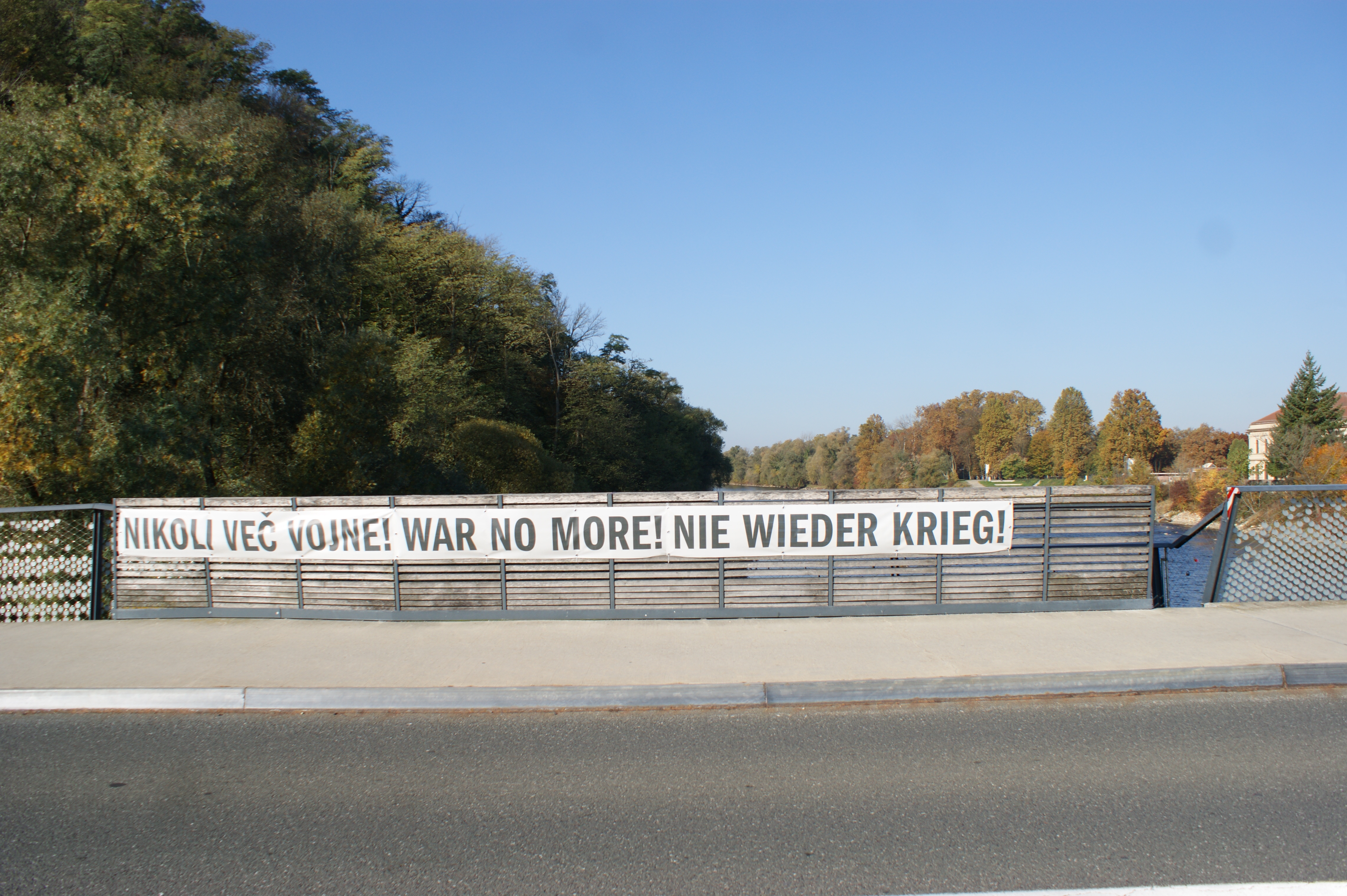

Die Freundschaftsbrücke (auch: Brücke der Freundschaft oder Murbrücke Radkersburg bzw. Friedensbrücke genannt) ist eine Spannbetonbrücke und verbindet Bad Radkersburg (slow.: Radgona) und Gornja Radgona (dt.: Oberradkersburg).

## Geschichte
Mit dem Friedensvertrag von St. Germain wurde Slowenien Teil des SHS-Staates (Staat der Slowenen, Kroaten und Serben) und es entstand zwischen Bad Radkersburg (Österreich) und Oberradkersburg (nun: Gornja Radgona, Slowenien) eine internationale Grenze. Dabei bildet die Mur (slow.: Mura) über rund 30 Kilometer die Grenze zwischen Jugoslawien und dem politischen Bezirk Radkersburg. So verbindet die Brücke, die vor 1919 eine nationale Brücke war und zwei Ortsteile verband, nun zwei Staaten.
Die vor 1919 bereits bestehende Brücke war aus Holz errichtet und der „österreichische“ Teil wurde am 11. März 1929 um etwa 15 Uhr von Eisschollen zerstört. Es wurden ein Notsteg und eine Überfuhr errichtet. Die einige hundert Meter südlich gelegene Eisenbahnbrücke wurde nicht beschädigt und der Zugverkehr konnte unbeeinträchtigt verkehren. 1930 wurde eine erste Stahlbetonbrücke gebaut und eröffnet. Es war dies ein österreichisch-jugoslawisches Gemeinschaftsbauwerk.
1945 wurde die Brücke im Zuge von Kriegshandlungen bei der Flucht vor den Alliierten von der Deutschen Wehrmacht gesprengt. Erst im Herbst 1952 wurde durch eine erste Behelfsbrücke wieder ein Übergang hergestellt. 1967 begann der Bau der noch heute bestehenden Brücke, die am 12. Oktober 1969 von Bundespräsident Franz Jonas und Marschall Josip Broz Tito eröffnet wurde.
Im Zuge der Unabhängigkeitserklärung Sloweniens von Jugoslawien am 25. Juni 1991 kam es im Zuge des 10-Tage-Kriegs (auch Slowenienkrieg bzw. Slowenischer Unabhängigkeitskrieg) auch bei der Brücke zu Kampfhandlungen. Am 2. Juli 1991 wurden die von jugoslawischen Einheiten besetzten Grenzposten in Gornja Radgona von slowenischen Einheiten angegriffen, eingenommen und zahlreiche Menschen gefangen genommen.
Den Beitritt Sloweniens zur Europäischen Union im Mai 2004 feierte man auch auf dieser Brücke. Durch das Inkrafttreten des Schengener Abkommens im Dezember 2007 wurden die bisher bestehenden stationären Grenzkontrollen auch an dieser Binnengrenzen abgeschafft. Die Grenzkontrollstelle auf und bei der Brücke wurde 2010 teilweise abgerissen. Teile der Zollanlage auf österreichischer Seite wurden als Kulturhaus genutzt. Während auf slowenischer Seite solche Grenzkontrollen eingestellt blieben, wurden diese auf österreichischer Seite im Zuge der sogenannten COVID-19-Krise ab 2020 wieder aufgenommen und systematisch Personen-, Fahrzeug- und COVID-19-Kontrollen durchgeführt.
2009 wurde mit der zehnmonatigen Sanierung der heute noch bestehenden Brücke begonnen, die 1,4 Millionen Euro kostete. Die Brücke wurde am 21. Juni 2010 offiziell mit einem Festakt von der steirischen Verkehrslandesrätin Kristina Edlinger-Ploder, dem slowenischen Verkehrsminister Patrick Vlacic, Österreichs Botschafter in Slowenien Erwin Kubesch und den beiden Bürgermeistern Anton Kampus (Gronja Radgona) und Josef Sommer (Bad Radkersburg) wieder eröffnet.
Anschließend an diese erste Bauphase wurde 2012 mit der Anbindung der Brücke an den Altstadtkern von Bad Radkersburg der zweite Bauabschnitt realisiert.

## Lage
Die heutige Brücke (215 m ü. A.) mit zwei Pfeilern an den Uferseiten ist von Süd zu West (15°) bzw. nach Nord zu Ost (195°) ausgerichtet und quert in etwa in einem rechten Winkel in rund acht Meter Höhe die Mur.
Am südlichen Ende der Brücke befindet sich slowenisches, am nördlichen Ende österreichisches Staatsgebiet. In etwa in der Brückenmitte verläuft die Staatsgrenze zwischen Österreich und Slowenien. Über die Brücke führt von österreichischer Seite die B 69 (Stadtgrabenstraße) und auf slowenischer Seite die Straße Nr. 230 (Lackova ulica).
Das Siegesdenkmal der Roten Armee in Bad Radkersburg befindet sich von der Brückenmitte aus gesehen etwa 180 Meter nordwestlich beim Finanzamt.

## Brückenkonstruktion

### Allgemeines
Vor der Errichtung der ersten Stahlbetonbrücke stand hier eine Holzbrücke. Die erste Stahlbetonbrücke aus dem Jahr 1930 war etwa 85 Meter lang und acht Meter breit. Die Mur (slowenisch: Mura) hat an dieser Stelle heute eine Gewässerbreite von etwa 87 Metern. Ursprünglich hatte die 1969 eröffnete Brücke drei Fahrstreifen. Diese wurden bei der Sanierung 2009 auf zwei Fahrstreifen reduziert und dafür Geh- und Radwege angelegt (Flussaufwärts gibt es bereits einen weiteren Geh- und einen Radweg sowie flussabwärts einen neuen Gehweg).

### Technische Daten
Die auf Widerlagern aufgesetzte Brücke besteht aus einem dreifeldrigen Rahmen. Der Riegel ist ein Spannbeton-Hohlkasten, der auf den Widerlagern aufgelagert und in Flusspfeiler eingespannt ist. Die Stützweiten betragen 27,5 + 57 + 34 m, im Gesamten somit 118,5 m. Die normal zur Straßenachse und in Fließrichtung der Mur stehenden zwei Flusspfeiler sind relativ schlank gehalten und scheibenförmig sowie an der Stirnseite abgerundet. Die Pfeiler sind etwa 6 m lang, 1 m breit und 9 m hoch (bei MQ). Die Stützweiten von (1:2,1:1,2) sind aus statischer Sicht nicht optimal.

### Brückengeländer
Bei der Sanierung 2009 wurde auch das Brückengeländer verändert. Es wurden X-TEND-Edelstahlseilnetze als Absturzsicherung durch die Carl Stahl GmbH in Bezau/Vorarlberg mit einer Netzfläche von 730 m² auf 1800 Laufmetern und 8-mm-Randseilen montiert, welche fast durchgehend mit 70.000 Pailletten bestückt sind. Diese sollen besondere Licht-, Schatten- und Toneffekte hervorrufen.

## Trivia
Am 29. Oktober 2017 wurde die Brücke als „Sri Chinmoy Friedensblüte“ (Sri Chinmoy Peace Blossoms) dem spirituellen Lehrer Sri Chinmoy gewidmet.